# Argila (molie)
Argila este un gen de molii din familia Lymantriinae.